# Ішіда Наомі
Наомі Ішіда (яп. 石田 奈央美, *6 серпня 1969, Фушімі, Кіото, Японія — †18 липня 2019, Кіото, Японія) — японська дизайнерка кольору та аніматорка, відома своєю роботою в студії Kyoto Animation.  

## Біографія
Наомі Ішіда народилася в родині майстрів традиційних японських ремесел: її батько займався фарбуванням тканин для кімоно, а мати була ткалею Нішіджін-орі, окремого виду обі. З дитинства цікавилася мистецтвом і ремеслами, а також аніме, зокрема серіалом Galaxy Express 999.  
Спершу Ішіда працювала медсестрою, але залишила цю роботу, щоб вивчати анімацію у професійному училищі. У 1992 році, у віці 22 роки, вона приєдналася до Kyoto Animation, де пропрацювала 26 років.  

## Кар'єра
Ішіда починала як кольоровий перевіряльник і художниця з розфарбування целулоїдних кадрів. З часом стала однією з головних дизайнерок кольору студії. Вона працювала над багатьма популярними проєктами, серед яких:  
- The Melancholy of Haruhi Suzumiya (2006, 2009) — дизайнер кольору
- The Disappearance of Haruhi Suzumiya (2010) — дизайнер кольору
- Hyouka (2012) — дизайнер кольору
- A Silent Voice (2016) — дизайнер кольору
- Liz and the Blue Bird (2018) — дизайнер кольору

## Загибель
18 липня 2019 року Наомі Ішіда загинула внаслідок підпалу студії Kyoto Animation, що забрав життя 36 осіб. Її тіло було знайдено на другому поверсі будівлі, а причиною смерті стало отруєння чадним газом. Після трагедії її мати закликала створити публічний меморіал на місці студії.  